# Peter Jupke
Peter Jupke (ur. 3 czerwca 1957 w Ingolstadt) – niemiecki judoka. Olimpijczyk z Los Angeles 1984, gdzie zajął dziesiąte miejsce wadze ekstralekkiej.
Srebrny medalista mistrzostw świata w 1985; piąty w 1981; uczestnik zawodów w 1983. Startował w Pucharze Świata w 1989. Wicemistrz Europy w 1986 i trzeci w 1983 roku, a także zdobył dwa medale w drużynie.

## Letnie Igrzyska Olimpijskie 1984
| Konkurencja | Rundy eliminacyjne   | Rundy eliminacyjne     | Rundy eliminacyjne    | Klas. końcowa |
| Konkurencja | 1/32                 | 1/16                   | 1/4                   | Miejsce       |
| ----------- | -------------------- | ---------------------- | --------------------- | ------------- |
| 60 kg       | Djibril Sall (SEN) Z | Mohamed Madhar (SUR) Z | Edward Liddie (USA) p | 10.           |